# Falco cherrug

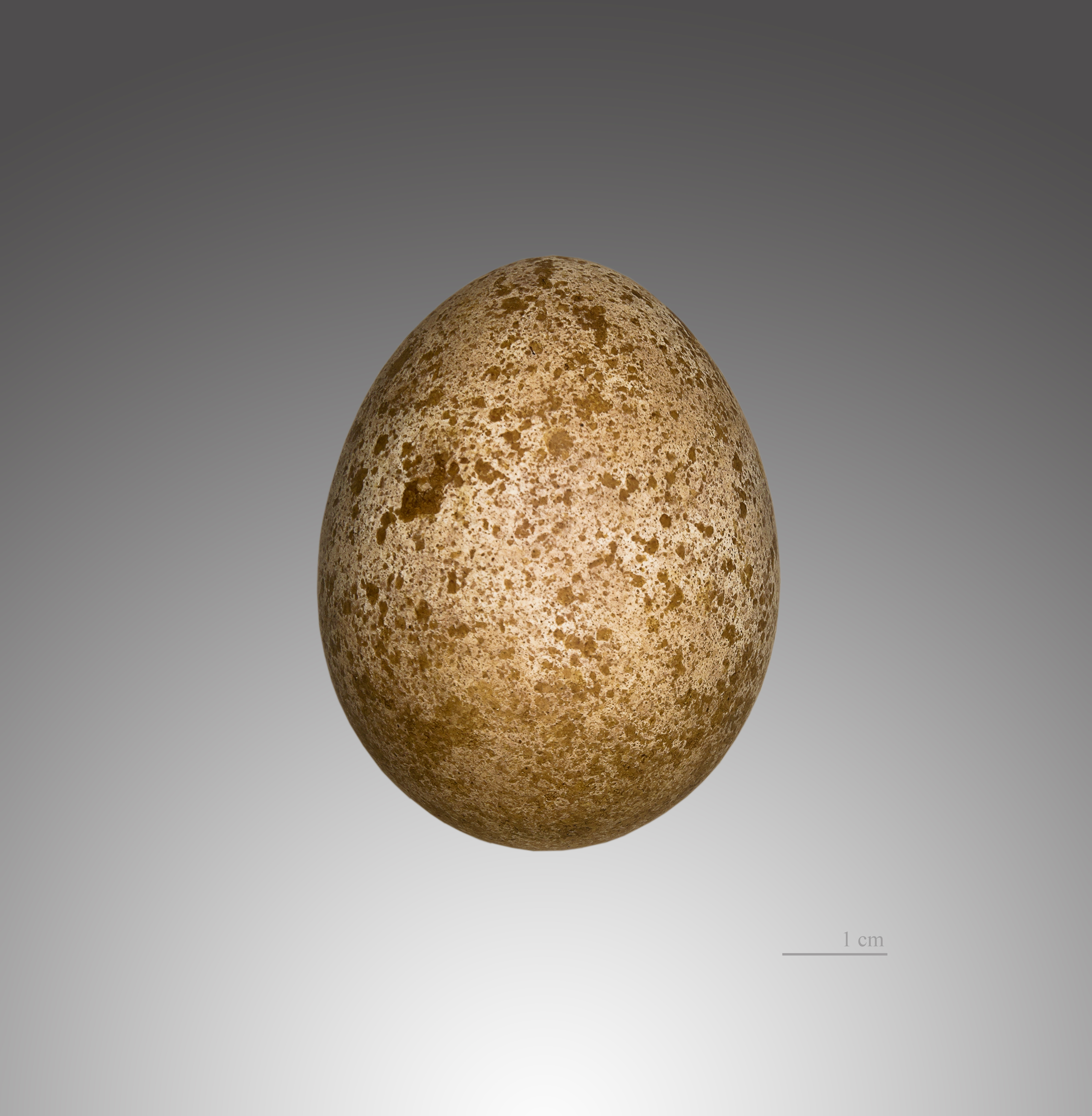
Huevo de Falco cherrug

El halcón sacre (Falco cherrug) es una especie de ave falconiforme de la familia Falconidae que habita en Europa, Asia y África. Esta ave rapaz es casi tan grande como el halcón gerifalte (Falco rusticolus) , siendo uno de los más grandes de su familia.

## Etimología
La palabra castellana 'sacre' no proviene del Francés, como parece, sino del Árabe «çaqr» (صقر) que significa 'halcón'. El nombre de la especie 'cherrug' es un aporte del científico John Edward Gray (1800-1875) que la tomó de la palabra hindú que denota a la hembra de esta especie.

## Descripción
Alcanza unos 47-55 cm de longitud con 105-129 cm de envergadura. Presenta dimorfismo sexual ya que la hembra es más grande, pesando de 0,97-1,3 kg, mientras que el macho solo está entre 730 a 990 g.

## Comportamiento
El halcón sacre es carnívoro. Caza aves, aún más grandes que él. Usa una técnica de persecución horizontal para la cacería. 
Esta especie anida en nidos de otras aves, grietas de rocas y en rocas de acantilados. La nidada consiste de tres a cinco huevos, pueden ser hasta seis. La incubación toma unos 30 días.

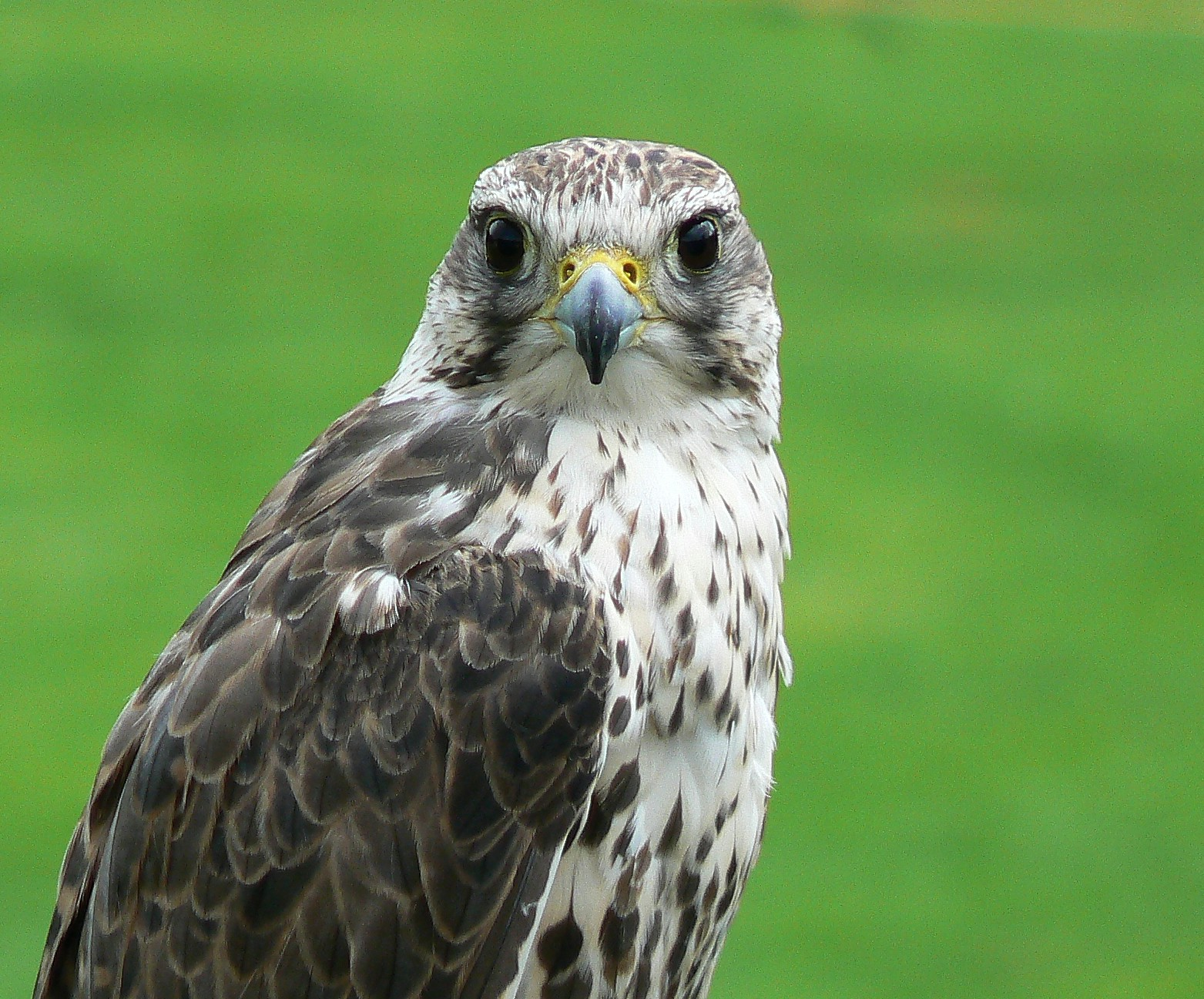
Un halcón sacre

## Distribución geográfica
Su distribución comprende desde Europa central hasta el noreste de China. En África habita al norte, en Etiopía, Sudán, Kenia, Níger y Chad.

## Subespecies
Se conocen dos subespecies de Falco cherrug:
- Falco cherrug cherrug - de Eurasia centro-meridional a los montes Altái; invernante en el noreste de África y noroeste de la India.
- Falco cherrug milvipes - noreste de Asia; invernante en Irán, noroeste de la India, Tíbet y China central.